# Савез за Европу нација
Алијанса за Европу нација (фр. Alliance pour l'Europe des Nations, енгл. Alliance for Europe of the Nations, AEN) је пан-европска политичка организација која окупља националистичке и антиглобалистичке странке и покрете.

## Организација
Алијанса за Европу нација (у даљем тексту АЕН) вуче корене из међународне политичке организације Европски националистички савез и Савез патриотских странака и покрета Европе, који су деловали 80-их и 90-их година прошлог века.
АЕН је званично основана 2005. године, на предлог Хајнца-Кристијана Штрахеа, председника Слободарске партије Аустрије.
АЕН не треба повезивати са Европским националним фронтом-ЕНФ који окупља политичке странке и покрете са дозом фашизма и национал-социјализма, као што су: Национал-демократска партија Немачке, Нова снага Италије, Златна зора Грчке, Румунска нова десница, Француска обнова, Шпанске фаланге итд.
АЕН и ЕНФ су две посебне политичке организације.

## АЕН у Европском парламенту
У Европском парламенту АЕН има три посланичке групе:
Идентитет, култура и суверенитет (Identité, tradition, souveraineté) – 72 посланика
Унија европских националиста (Union of Euro-nationalist) – 28 посланика
Независност и демократија (Independence et Démocratie) – 21 посланика
Три посланичке групе АЕН је формирао ради лакшег рада, али и због различитих фракција које делују унутар организације, па тако се чланице АЕН деле на оне које су конзервативне (унија европских националиста), национал-либералне (независност и демократија) и ултра-националистичке (идентитет, култура и суверенитет).
Ако се узме у обзир да ове три посланичке групе у Европском парламенту имају укупно 121 посланика то их ставља на трећу по снази политичку организацију у Европи, после конзервативаца (264) и социјалиста (183).
Шеф најбројније посланичке групе АЕН-а - Идентитет, култура и суверенитет (Identité, tradition, souveraineté) или скраћено ЕВРОНАТ, је Бруно Голнеш функционер Националног фронта Француске.
На сваке две године бира се нови координатор рада организације, а тренутни координатор АЕН-а је Слободарска партија Аустрије, пре њене су били Национални фронт Француске и Независна партија Велике Британије.
У плану је да се формира и светска политичка организација која ће окупљати националисте и антиглобалисте, а чији ће АЕН бити саставни део. Циљ је да се будућа националистичка интернационала назове: Алијанса слободарских снага (Alliance of liberty force - ALFO). Ово је још у фази замисли многих интелектуалаца међу европским националистима, њиховим партијама и покретима које делују у АЕН. Европски националисти за ову идеју имају подршку многих националиста из неевропских земаља попут ирачке партије Баас, Јерменског народног покрета, Турске националне партије јединства, Народног покрета Јапана, Слободног савеза Аргентине, Независне партије Бразила, Куомитанга и других националистичких и антиглобалистичких партија.

## Чланице АЕН

### Активне чланице АЕН су
- Народни савез Естоније
- Борбени демократски покрет Кипра
- Летонска странка Отаџбине и слободе
- Сељачка народна партија Литваније
- Алтернативна демократско-реформистичка партија Луксембурга
- Лига пољских породица
- Словачка народна странка
- Православно народно јединство ЛАОС
- Национални фронт Француске
- Слободарска партија Аустрије
- Холандска партија слободе
- Британска национална партија
- Италијанска лига севера
- Независна партија Велике Британије
- Странка Велика Румунија
- Данска народна партија
- Словеначка национална странка
- Шведске демократе
- Бугарски национални покрет АТАКА
- Валонски блок Белгије
- Мађарска странка права и живота ЈОБИК
- Национална партија Малте

Активне чланице АЕН су оне које делују унутар Европског парламента у једној од три посланичке групе.

### Придружене чланице
- Норвешка партија напретка
- Српска радикална странка
- Швајцарска народна партија
- Либерално-демократска партија Русије
- Национална демократија Шпаније
- Конгрес украјинских националиста
- Национал-демократе Шведске
- Немачка народна унија
- Партија Родина из Русије
- Ирски покрет Fianna Fáil
- Немачки републиканци – коалиција ПроКелн

Придружене чланице АЕН су оне које су чланови, али не делују активно унутар организације. Конкретно: поједине земље у којима делују наведене партије нису чланице Европске уније, а неке напросто нису успеле да освоје довољан број гласова како би биле присутне у Европском парламенту и узеле активног учешћа у раду АЕН-а.

### Бивше чланице
- Народна демократска партија Чешке
- Напред Италија
- Хрватска демократска заједница
- Покрет за демократску Словачку
- Републиканска партија Албаније
- Италијански социјални покрет Fiamma Tricolore
- Част и правда Литваније
- Народна обнова Пољске
- Холандска нова десница
- Португалска национална алијанса

Бивше чланице АЕН су оне које нису више у организацији. Конкретно: Народна демократска партија Чешке, Напред Италија, Хрватска демократска заједница и Покрет за демократску Словачку су приступили Европској народној партији. Републиканска партија Албаније искључена је због непоштовања одлуке АЕН о Косову и Метохији, јер је АЕН је осудио независност, а ова политичка странка подржала. Остале наведене странке су самостално напустиле АЕН не слажући се са политиком коју заступа.

### Одбијена чланства
- Национал-демократска партија Немачке
- Хрватска странка права
- Радничка партија Чешке
- Савез за будућност Косова

АЕН је одбио чланства појединих партија и покрета због противљења појединих активних чланица организације. Конкретно: Српска радикална странка, Слободарска партија Аустрије, ЛАОС - Православно народно јединство Грчке и Словачка народна странка су експлицитно забраниле улазак хрватских и албанских странака у АЕН. Радничка партија Чешке није примљена у АЕН због својих изразитих екстремних врлина, које укључују и агресивност према другима, а Национал-демократска партија Немачке због недефинисања свог става према фашизму и национал-социјализму.

## Програмска опредељења АЕН
Циљ АЕН је да уједини националистичке партије и покрете у Европи,
ради остваривања следећих циљева:
- ради очувања националног и сваког другог суверенитета и идентитета европских држава;
- ради очувања националног идентитета, култура, језика, обичаја и традиција свих европских народа;
- ради поштовања хришћанских и породичних вредности;
- ради борбе против америчке и сваке друге хегемоније и варварства, и сваке врсте глобализационлих процеса;
- ради уништења система НАТО и Европске уније;
- ради успостављања националних држава у Европи;

## Симболи
Грб АЕН је сачињен од две спиралне стреле које окружују натпис АЕН испод кога је знамење Европе са звездицама.
Обележје АЕН је застава светлоплаве боје коју већина чланица има на својим симболима.
Мото АЕН је: За Ервопу нација и слободно друштво!.